# Selección de baloncesto de la República Democrática del Congo
La selección de baloncesto de la República Democrática del Congo, anteriormente conocida como selección de baloncesto de Zaire, es el equipo formado por jugadores de nacionalidad congoleña que representa a la Federación de Baloncesto de la República Democrática del Congo (en francés: République démocratique du Congo Fédération de basket-ball) en las competiciones internacionales organizadas por la Federación Internacional de Baloncesto (FIBA) o el Comité Olímpico Internacional (COI): los Juegos Olímpicos, la Copa Mundial de Baloncesto y el AfroBasket.
El equipo ha aparecido en el Campeonato FIBA África, pero aún no ha aparecido en la Copa Mundial FIBA. Su mayor éxito hasta la fecha fue la clasificación a la Final Four del Campeonato FIBA África de 1975 cuando compitió como Zaire.

## Historia
Fue creada en el año 1963 y ese mismo año se afilió a FIBA África como Zaire. En 1974 hace su primera aparición en un torneo oficial en el AfroBasket jugado en Bangui, República Centroafricana en donde terminó en sexto lugar.
Un año más tarde consigue su mejor participación en el AfroBasket en Alejandría, Egipto en donde terminó en cuarto lugar, y cinco años después termina en sexto lugar en la edición de Casablanca, Marruecos.
Pasaron 15 años para que volvieran a clasificar a un AfroBasket en el que terminaron en noveno lugar en Argel, Argelia en su última aparición como Zaire. En 2007 clasifican al AfroBasket por primera vez como República Democrática del Congo, en donde terminaron en el decimoquinto lugar; mismo año en el que clasificaron por primera vez a los Juegos Panafricanos en donde terminaron en sexto lugar. En la edición de 2017 terminaron en sexto lugar del AfroBasket en el torneo realizado en Senegal y Túnez.

## Historial

### Copa Mundial
Resultado General: No ocupa puesto
| Copa Mundial de Baloncesto |
| --- |
| - 1950: No calificó - 1954: No calificó - 1959: No calificó - 1963: No calificó - 1967: No calificó - 1970: No calificó - 1974: No calificó - 1978: No calificó - 1982: No calificó - 1986: No calificó - 1990: No calificó - 1994: No calificó - 1998: No calificó - 2002: No calificó - 2006: No calificó - 2010: No calificó - 2014: No calificó - 2019: No calificó - 2023: No calificó - 2027: TBD |

### Juegos Olímpicos
| Baloncesto en los Juegos Olímpicos |
| --- |
| - Berlín 1936: No calificó - Londres 1948: No calificó - Helsinki 1952: No calificó - Melbourne 1956: No calificó - Roma 1960: No calificó - Tokio 1964: No calificó - México 1968: No calificó - Múnich 1972: No calificó - Montreal 1976: No calificó - Moscú 1980: No calificó - Los Ángeles 1984: No calificó - Seúl 1988: No calificó - Barcelona 1992: No calificó - Atlanta 1996: No calificó - Sídney 2000: No calificó - Atenas 2004: No calificó - Pekín 2008: No calificó - Londres 2012: No calificó - Río 2016: No calificó - Tokio 2020: No calificó - París 2024: No calificó |

### AfroBasket
| Afrobasket | Afrobasket  | Afrobasket | Afrobasket  | Afrobasket | Afrobasket  |
| ---------- | ----------- | ---------- | ----------- | ---------- | ----------- |
| 1962:      | No calificó | 1964:      | No calificó | 1965:      | No calificó |
| 1968:      | 9° Lugar    | 1970:      | No calificó | 1972:      | No calificó |
| 1974:      | 6° Lugar    | 1975:      | 4° Lugar    | 1978:      | No calificó |
| 1980:      | 6° Lugar    | 1981:      | No calificó | 1983:      | No calificó |
| 1985:      | No calificó | 1987:      | No calificó | 1989:      | No calificó |
| 1992:      | No calificó | 1993:      | No calificó | 1995:      | 9° Lugar    |
| 1997:      | No calificó | 1999:      | No calificó | 2001:      | No calificó |
| 2003:      | No calificó | 2005:      | No calificó | 2007:      | 15° Lugar   |
| 2009:      | No calificó | 2011:      | No calificó | 2013:      | No calificó |
| 2015:      | No calificó | 2017:      | 6° Lugar    |            |             |

## Palmarés
- AfroCan:
  -   Campeón (1): 2019